# Usher

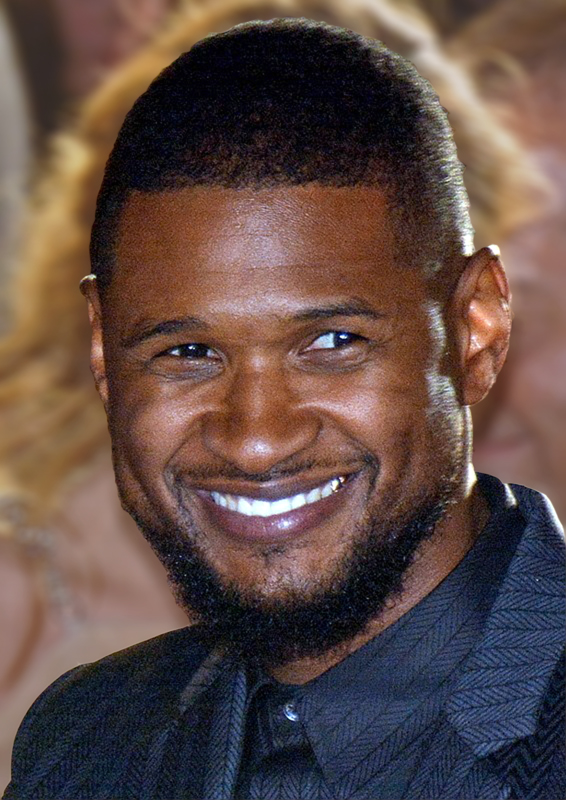
Usher (2016)

Usher Raymond IV. (* 14. Oktober 1978 in Dallas, Texas), bekannt unter dem Künstlernamen Usher, ist ein US-amerikanischer R&B-Sänger und Schauspieler sowie mehrfacher Grammy-Preisträger.

## Leben
Usher wurde als Sohn von Jonetta Patton (geborene O’Neal) und Usher Raymond III. geboren. Er verbrachte den Großteil seiner Jugend in Chattanooga, Tennessee. Als er ein Jahr alt war, verließ sein Vater die Familie, sodass er mit seiner Mutter, seinem Stiefvater und einem Halbbruder aufwuchs. Mit neun Jahren begann er, im Chor seiner Kirchengemeinde zu singen. Dort entdeckte seine Großmutter seine Fähigkeit zum Singen. In der Überzeugung, dass eine größere Stadt mehr Möglichkeiten für die Präsentation seines Talents bieten würde, zog seine Familie nach Atlanta, Georgia. Dort besuchte er die North Springs High School. Am 21. Januar 2008 starb sein Vater an einem Herzinfarkt.

## Karriere

### Musikalische Anfänge undUsher
Mit 13 Jahren wurde er bei der US-amerikanischen Version von Star Search von einem Vertreter des Plattenlabels LaFace Records entdeckt. Dieser arrangierte ein Vorsprechen für Usher mit L.A. Reid, der einen Plattenvertrag mit ihm unterzeichnete. Daraufhin beendete Ushers Mutter ihre Arbeit als medizinisch-technische Assistentin, um seine Karriere zu verwalten, jedoch brach sie diese Arbeit als Clientmanagerin im Mai 2007 ab.
Im Jahr 1993 veröffentlichte er seine erste Single Call Me a Mack, die er für den Film Poetic Justice aufnahm. Im darauffolgenden Jahr erschien sein selbstbetiteltes Debütalbum Usher, wobei Sean Combs einige Songs produzierte. Das Album hatte jedoch nur mäßigen Erfolg und erreichte lediglich Platz 167 der US-amerikanischen Billboard 200.

### My Wayund8701
Usher entwickelte eine Freundschaft mit dem US-amerikanischen Musikproduzenten Jermaine Dupri. Mit ihm produzierte er einige Songs für sein zweites Album, My Way, das am 16. September 1997 erschien. Die Singleauskopplung You Make Me Wanna... erreichte in Großbritannien die Chartspitze und ist somit der erste Nummer-eins-Hit von Usher. Zudem veröffentlichte er noch zwei weitere Singles aus dem Album, My Way und Nice & Slow. Letztere schaffte es sogar bis auf Platz 1 in den US-amerikanischen Billboard Hot 100. Das Album konnte sich weltweit über sieben Millionen Mal verkaufen, allein sechs Millionen Mal in den USA.
Im Frühjahr 1999 veröffentlichte er ein Livealbum, genannt Live, das Platz 73 in den US-amerikanischen Album-Charts erreichte. Es beinhaltet unter anderem Auftritte von Lil’ Kim, Jagged Edge, Shanice, Trey Lorenz und Twista. In den USA wurde das Album mit Gold ausgezeichnet.
Sein drittes Album 8701, das ursprünglich All About U heißen sollte, wurde am 7. August 2001 veröffentlicht. Die erste Single-Auskopplung Pop Ya Collar konnte sich zwar gut in Großbritannien platzieren, jedoch schaffte es die Single nur bis auf Platz 60 in den USA. Wiederum konnten sich die beiden anderen Single-Auskopplungen U Remind Me sowie U Got It Bad für insgesamt fünf Wochen auf Platz 1 in den USA platzieren.
In den darauffolgenden zwei Jahren gewann er zwei Grammys in der Kategorie Best Male R&B Vocal Performance für die Singles U Remind Me sowie U Don’t Have to Call. Im Sommer 2002 war er neben Loon als Gastmusiker in dem Song I Need a Girl (Part I) von P. Diddy zu hören.

### ConfessionsundHere I Stand
Am 27. Januar 2004 brachte Usher, in Zusammenarbeit mit den Rappern Ludacris und Lil Jon, die erste Single-Auskopplung Yeah! seines vierten Albums Confessions heraus. Die Single wurde ein weltweiter Erfolg und ist sein erster und bisher einziger Nummer-eins-Hit in Deutschland. In den Vereinigten Staaten konnte sich der Song für zwölf Wochen an der Chartspitze halten und gilt somit als der erfolgreichste im Jahr 2004 in den USA. Bislang ist Yeah! die erfolgreichste Single des Musikers.
In den darauffolgenden Monaten wurden die Singles Burn sowie Confessions (Part II) veröffentlicht, die sich beide für insgesamt zehn Wochen auf Platz 1 in den USA platzieren konnten. Im Spätsommer 2004 erschien das Duett My Boo mit Alicia Keys, das sich ebenfalls für sechs Wochen an der Chartspitze in den Vereinigten Staaten halten konnte. Die letzte Single-Auskopplung Caught Up schaffte es in den USA nicht wie die vorherigen Singles auf Platz 1, sondern auf Platz 8.
Das Album Confessions wurde schon am 23. März 2004 herausgebracht und ist bis heute, mit über 15 Millionen verkauften Toneinheiten, das erfolgreichste Album des Sängers. Allein in der ersten Woche nach der Veröffentlichung wurden fast 1,1 Millionen Einheiten verkauft. Dies gelang bisher noch keinem R&B-Künstler. Alle Single-Auskopplungen des Albums haben insgesamt für 26 Wochen Platz 1 in den USA belegt. Aus diesem Grund wurde er bei den Billboard Music Awards im Jahr 2004 zum Künstler des Jahres gekürt.
Zusätzlich bekam Usher für das Album zahlreiche Auszeichnungen: Darunter vier American Music Awards, drei World Music Awards, zwei MTV Europe Music Awards sowie zwei MTV Video Music Awards. Bei den 47. Grammy Awards im Jahr 2005 gewann er in den Kategorien Best R&B Performance By A Duo Or Group With Vocals für My Boo, Best Rap/Sung Collaboration für Yeah! sowie in der Kategorie Best Contemporary R&B Album für Confessions.
Anfang 2005 war er neben Ludacris als Gastmusiker in dem Song Lovers & Friends von Lil Jon zu hören, ebenso im Jahr 2007 in dem Song Same Girl von R. Kelly.
Am 13. Mai 2008 erschien in einigen europäischen Ländern das fünfte Album Here I Stand. In der ersten Woche wurden rund 400.000 Toneinheiten verkauft. Dadurch stieg das Album direkt an die Chartspitze der US-amerikanischen Billboard 200 ebenso die Single-Auskopplung Love in This Club, die übrigens mit dem Rapper Young Jeezy aufgenommen wurde. Zudem schaffte es die darauffolgende Single Love in This Club Part II, in dem diesmal Beyoncé und Lil Wayne ebenfalls zu hören sind, bis in die Top 20 der US-amerikanischen Billboard Hot 100.

### Raymond v. RaymondundVersus

Usher auf der OMG-Tour in Houston (2010)

Das sechste Album Raymond v. Raymond erschien am 26. März 2010. Drei der sechs Single-Auskopplungen wurden ausschließlich in den Vereinigten Staaten veröffentlicht, dazu gehören: Die Single Papers, There Goes My Baby sowie Lil Freak. Letztere wurde mit Nicki Minaj aufgenommen. Sie alle schafften es bis in die Top-40 der US-amerikanischen Singlecharts. Die Single Hey Daddy (Daddy’s Home) erreichte lediglich in zwei Ländern eine Chartplatzierung, nämlich in den USA auf Platz 24 sowie in Österreich auf Platz 68.
In Zusammenarbeit mit will.i.am, brachte Usher seine Single OMG heraus, die bislang sein neunter Nummer-eins-Hit in den USA ist. In den Billboard 200 erreichte das dazugehörige Album ebenfalls die Höchstposition und verkaufte sich in der ersten Woche über 300.000 Mal. Im November 2010 wurde eine weitere Single des Albums veröffentlicht, More, die es bis auf Platz 1 in den kanadischen Singlecharts schaffte. Beim Super Bowl XLV traten die beiden Musiker mit dem Song live auf.
Einige Monate zuvor wurde die Extended Play Versus veröffentlicht, die ebenfalls als Deluxe Edition von Raymond v. Raymond verkauft wird. Es enthält zudem einige neue Songs, unter anderem DJ Got Us Falling in Love mit Pitbull, Hot Tottie mit Jay-Z sowie Somebody to Love (Remix) mit Justin Bieber.

### Looking 4 Myself,The VoiceundHard II Love
Am 8. Juni 2012 wurde das siebte Album Looking 4 Myself veröffentlicht, das bislang sein viertes Nummer-eins-Album in den USA ist. Die erste Single-Auskopplung Climax kletterte bis auf Platz 4 der britischen Singlecharts sowie bis auf Platz 17 in den Vereinigten Staaten; mit ihr erhielt er 2013 den Grammy Award for Best R&B Performance. Die zweite Single-Auskopplung Scream schaffte es sogar bis in die Top 10 der US-amerikanischen Billboard Hot 100. Zudem wurden noch zwei weitere Singles des Albums veröffentlicht, Lemme See, die mit Rick Ross aufgenommen wurde, sowie Numb. Letztere erreichte die Top 25 der Singlecharts in Deutschland und Österreich.
Ende 2012 war Usher neben David Guetta als Gastmusiker in dem Song Rest of My Life von Ludacris zu hören.
Im Frühjahr 2013 saß er neben Adam Levine, Blake Shelton und Shakira in der Jury der US-amerikanischen Version von The Voice. 2014 erschien die Single She Came to Give It to You, bei der er von Nicki Minaj gefeaturet wird.
Im Februar 2015 nahm er mit dem niederländischen DJ und Produzenten Martin Garrix das Lied Don’t Look Down auf. Der Progressive-House-Track erschien im März 2015 und konnte bis in die Top-100 zahlreicher europäischer Länder vorrücken. Gemeinsam spielten sie das Lied am 26. März 2015 beim Ultra Music Festival in Miami.
Usher enthüllte am 7. September 2016 seinen Stern auf dem Hollywood Walk of Fame.
Ushers achtes Studioalbum, Hard II Love, erschien am 16. September 2016. Es erreichte Platz 1 der UK R&B Albums sowie der New Zealand Heatseekers Albums.
Anlässlich der Grammy Awards 2020 fand am 28. Januar 2020 im Los Angeles Convention Center in Los Angeles ein Tribut-Konzert für Prince unter dem Motto „Let’s Go Crazy: The Grammy Salute to Prince“ statt, bei dem Usher die Songs Little Red Corvette, When Doves Cry und Kiss sang. Das Konzert wurde am 21. April 2020, dem vierten Todestag von Prince, im US-Fernsehen ausgestrahlt.

### Coming Homeund Super-Bowl-Auftritt
Im März 2022 trennte sich Usher von seinem langjährigen Label RCA Records und unterschrieb später bei dem neugegründeten Label gamma. Zudem gründete er zusammen mit L.A. Reid das Label Mega in Partnerschaft mit gamma. 2023 erschien seine Single GLU, die von Lil Jon koproduziert wurde. Im August 2023 folgten die Singles Good Good (mit Summer Walker und 21 Savage) und Boyfriend. 
Im Pariser Kulturzentrum La Seine Musicale gab Usher vom 24. September bis 5. Oktober 2023 acht Konzerte mit dem Titel Rendez-Vous à Paris. Am 11. Februar 2024 trat er in der Halbzeitshow des Super Bowl LVIII auf.
Sein neuntes Studioalbum Coming Home wurde im Februar 2024 veröffentlicht. Im Vorfeld der US-Präsidentschaftswahl 2024 unterstützte Usher die demokratischen Kandidaten Kamala Harris und Tim Walz.

## Andere Projekte

### Schauspielerei
Usher gab 1998 sein Schauspieldebüt in der US-amerikanischen Sitcom Moesha. Seine erste Filmrolle hatte er in dem Film The Faculty, der im Jahr 1998 erschien. Seine erste Hauptrolle hatte er in dem 1999 erschienenen Film Light It Up. Außerdem war er in der Komödie Eine wie keine und in dem Film Texas Rangers zu sehen. In der Serie Eine himmlische Familie hatte er 2003 in der zehnten Episode der siebten Staffel einen Gastauftritt als Radioproduzent. Im November 2005 spielte er die Hauptrolle in dem Film In the Mix und übernahm am 22. August 2006 die Rolle des Billy Flynn in dem Broadway-Musical Chicago. Zudem spielte er 2010 in Kiss & Kill sowie 2011 in Justin Bieber: Never Say Never. Zudem hatte er einen Kurzauftritt in dem Film Scary Movie 5 im Jahr 2013. In dem 2016 veröffentlichten Film Hands of Stone – Fäuste aus Stein spielte er den Boxer Sugar Ray Leonard.

### Produktion
Im Jahr 2002 gründete Usher seine Plattenfirma US Records, ein Vanity Label, das ein Tochterunternehmen des Musiklabels J Records von Clive Davis ist. Das erste Album, das veröffentlicht wurde, war der Soundtrack zu dem Film In the Mix. Es wurde verwendet, um Künstler wie zum Beispiel One Chance oder Justin Bieber vorzustellen. Usher arbeitete als Songwriter und Produzent an dem Projekt. Die Raymond Braun Media Group, bei dem Justin Bieber unter Vertrag steht, ist ein gemeinsames Unternehmen zwischen Usher und Scooter Braun, dem Manager von Justin Bieber.

## Privatleben
Im Jahr 2001 begann Usher eine Beziehung mit dem ehemaligen TLC-Mitglied Rozonda Thomas. Sie spielte unter anderem in zwei seiner Musikvideos mit, und zwar in U Remind Me sowie in U Got It Bad. Ende 2003 beendete das Paar seine Beziehung.
Am 3. August 2007 heiratete er Tameka Foster. Noch im November desselben Jahres kam ihr gemeinsamer Sohn Usher Raymond V. zur Welt. Im Dezember des darauffolgenden Jahres wurde ihr zweiter Sohn geboren. Im November 2009 wurde das Paar geschieden. Nach langem Streit bekam Usher das Sorgerecht für die Kinder.
Am 8. Juli 2012 wurde Ushers elfjähriger Ex-Stiefsohn nach einem Badeunfall für hirntot erklärt. Ein Jahr später ertrank sein leiblicher Sohn beinahe ebenfalls, überlebte jedoch.
Im September 2020 wurde Usher zum dritten Mal Vater, er und seine Freundin Jenn Goicoechea wurden Eltern eines Mädchens. 2021 wurde er abermals Vater eines Sohnes.

## Diskografie
Studioalben

| Jahr | Titel Musiklabel                        | Höchstplatzierung, Gesamtwochen, AuszeichnungChartplatzierungen (Jahr, Titel, Musiklabel, Platzierungen, Wochen, Auszeichnungen, Anmerkungen) | Höchstplatzierung, Gesamtwochen, AuszeichnungChartplatzierungen (Jahr, Titel, Musiklabel, Platzierungen, Wochen, Auszeichnungen, Anmerkungen) | Höchstplatzierung, Gesamtwochen, AuszeichnungChartplatzierungen (Jahr, Titel, Musiklabel, Platzierungen, Wochen, Auszeichnungen, Anmerkungen) | Höchstplatzierung, Gesamtwochen, AuszeichnungChartplatzierungen (Jahr, Titel, Musiklabel, Platzierungen, Wochen, Auszeichnungen, Anmerkungen) | Höchstplatzierung, Gesamtwochen, AuszeichnungChartplatzierungen (Jahr, Titel, Musiklabel, Platzierungen, Wochen, Auszeichnungen, Anmerkungen) | Höchstplatzierung, Gesamtwochen, AuszeichnungChartplatzierungen (Jahr, Titel, Musiklabel, Platzierungen, Wochen, Auszeichnungen, Anmerkungen) | Anmerkungen                                                    |
| Jahr | Titel Musiklabel                        | DE | AT | CH | UK | US | R&B | Anmerkungen                                                    |
| ---- | --------------------------------------- | --- | --- | --- | --- | --- | --- | -------------------------------------------------------------- |
| 1994 | Usher LaFace Records (BMG)              | — | — | — | — | US167 (12 Wo.)US | R&B25 (51 Wo.)R&B | Erstveröffentlichung: 30. August 1994                          |
| 1997 | My Way LaFace Records (BMG)             | DE41 (14 Wo.)DE | — | CH20 (7 Wo.)CH | UK16 Gold · (23 Wo.)UK | US4 ×7Siebenfachplatin · (80 Wo.)US | R&B1 (75 Wo.)R&B | Erstveröffentlichung: 16. September 1997 Verkäufe: + 7.382.500 |
| 2001 | 8701 Arista Records (BMG)               | DE7 Gold · (34 Wo.)DE | AT47 (7 Wo.)AT | CH10 Gold · (38 Wo.)CH | UK1 ×2Doppelplatin · (59 Wo.)UK | US4 ×5Fünffachplatin · (62 Wo.)US | R&B3 (58 Wo.)R&B | Erstveröffentlichung: 7. August 2001 Verkäufe: + 6.348.000     |
| 2004 | Confessions LaFace Records (BMG)        | DE2 Gold · (58 Wo.)DE | AT25 (25 Wo.)AT | CH3 Platin · (55 Wo.)CH | UK1 ×5Fünffachplatin · (85 Wo.)UK | US1 ×4Diamant + Vierfachplatin · (243 Wo.)US                                                                                                  | R&B1 (103 Wo.)R&B | Erstveröffentlichung: 22. März 2004 Verkäufe: + 20.000.000     |
| 2008 | Here I Stand LaFace Records (Sony BMG)  | DE10 (15 Wo.)DE | AT24 (6 Wo.)AT | CH4 (14 Wo.)CH | UK1 Gold · (17 Wo.)UK | US1 ×2Doppelplatin · (42 Wo.)US | R&B1 (69 Wo.)R&B | Erstveröffentlichung: 13. Mai 2008 Verkäufe: + 2.257.500       |
| 2010 | Raymond v. Raymond LaFace Records (SME) | DE41 (2 Wo.)DE | AT68 (1 Wo.)AT | CH20 (6 Wo.)CH | UK2 Platin · (34 Wo.)UK | US1 ×3Dreifachplatin · (53 Wo.)US | R&B1 (65 Wo.)R&B | Erstveröffentlichung: 26. März 2010 Verkäufe: + 3.490.000      |
| 2012 | Looking 4 Myself RCA Records (SME)      | DE8 (7 Wo.)DE | AT29 (2 Wo.)AT | CH5 (11 Wo.)CH | UK3 Gold · (14 Wo.)UK | US1 Platin · (24 Wo.)US | R&B1 (57 Wo.)R&B | Erstveröffentlichung: 8. Juni 2012 Verkäufe: + 1.147.500       |
| 2016 | Hard II Love RCA Records (SME)          | DE55 (1 Wo.)DE | — | CH27 (2 Wo.)CH | UK7 (2 Wo.)UK | US5 Gold · (14 Wo.)US | R&B2 (18 Wo.)R&B | Erstveröffentlichung: 16. September 2016 Verkäufe: + 500.000   |
| 2024 | Coming Home Mega (Gamma)                | DE61 (1 Wo.)DE | AT65 (1 Wo.)AT | CH24 (1 Wo.)CH | UK24 (3 Wo.)UK | US2 (4 Wo.)US | R&B2 (… Wo.)R&B | Erstveröffentlichung: 9. Februar 2024                          |

## Filmografie
- 1997–1998: Moesha (Fernsehserie, vier Folgen)
- 1998: The Faculty
- 1999: Light It Up
- 1999: Eine wie keine (She’s All That)
- 2001: Texas Rangers
- 2002: Sabrina – Total Verhext! (Sabrina, the Teenage Witch, Fernsehserie, Folge 6x13)
- 2002: Twilight Zone (Fernsehserie, Folge 1x08)
- 2005: In the Mix
- 2010: Kiss & Kill (Killers)
- 2011: Justin Bieber: Never Say Never (Dokumentarfilm)
- 2013: Scary Movie 5
- 2013: Justin Bieber’s Believe (Dokumentarfilm)
- 2014: Muppets Most Wanted
- 2016: Hands of Stone – Fäuste aus Stein (Hands of Stone)
- 2020: Bad Hair